# Lambay
L'isola di Lambay (Reachrainn in gaelico irlandese) è un'isola del mare d'Irlanda situata circa 4 chilometri al largo della costa Irlandese. Fa parte della contea di Fingal ed è il punto più orientale della Repubblica d'Irlanda.

## Toponimo
Il nome dell'isola deriva dal norreno Lamb-ey, che significa isola dell'agnello.
Il toponimo deriva probabilmente dalla pratica medioevale di portare agnellini in primavera sull'isola sfruttando in questo modo un ambiente libero dai predatori.
Il nome gaelico dell'isola ha anche originato quello del vicino centro costiero di Portrane, in gaelico Port Reachrann (ovvero luogo di attracco dell'isola di Reachrainn).

## Descrizione
L'isola di Lambay è collocata a nord-est di Dublino nei pressi della cittadina costiera di Portrane. Il suo punto più alto raggiunge una quota di 127 metri sul livello del mare e la superficie è di 2,5 km quadrati. La costa è relativamente bassa verso ovest mentre si presenta alta e rocciosa a nord, est e sud. A livello geologico predominano rocce di origine ignea. Sull'isola sono presenti alcuni pozzi e vari ruscelli.

## Storia
L'isola di Lambay fu abitata fin dai tempi del neolitico, dove veniva sfruttata come cava di andesite. Si tratta dell'unico sito irlandese di estrazione di pietra per asce, un'attività della quale gli archeologi hanno documentato tutte le fasi, dall'estrazione della pietra fino alla lucidatura finale.
Lambay fu oggetto della prima incursione documentata da parte dei Vichinghi, che avvenne nel 795.
Nel medioevo il re Sigtrygg Barba di Seta donò l'isola alla cattedrale di Dublino e nel 1181 Giovanni d'Inghilterra confermò la sua appartenenza all'arcidiocesi di Dublino. Nel periodo della riforma protestante l'isola passò a John Challoner, primo segretario di stato del Regno d'Irlanda, il quale ci costruì numerosi edifici e iniziò lo sfruttamento di miniere di argento e di rame, oltre ad organizzare un allevamento di falchi da caccia. Nel 1611, nel periodo elisabettiano, l'isola passò a Sir William Ussher e ai suoi eredi. James Ussher, che divenne arcivescovo anglicano di Dublino, visse sull'isola nella prima metà del XVII secolo. Lambay fu durante la Guerra guglielmita un campo di prigionia per più di mille soldati irlandesi catturati nella battaglia di Aughrim (1691), alcuni dei quali morirono di fame e di stenti. Nel 1805 l'isola fu ereditata da Sir William Wolseley, e nel 1814 passò alla famiglia Talbot di Malahide; nel 1860 i coltivatori locali furono rimpiazzati da mezzadri di origine inglese e scozzese.
Anche nel corso del XX secolo Lambay conobbe alcuni passaggi di proprietà; parte dell'isola fu destinata a riserva di caccia.
Nei pressi di Lambay sono avvenuti alcuni naufragi tra i quali, il 19 gennaio 1854 quello di uno dei più grandi mercantili dell'epoca, la RMS Tayleur. Nel disastro delle 650 persone a bordo persero la vita in 250, tanto che in seguito l'incidente venne descritto come il primo Titanic.

### Demografia
La popolazione residente, che nel 1851 era di 75 persone, verso la fine del XX secolo è scesa sotto le 10 unità.
La tabella che segue riporta dati sulla popolazione dell'isola tratti dal libro Discover the Islands of Ireland (Alex Ritsema, Collins Press, 1999) e dai censimenti irlandesi. I dati censuari in Irlanda prima del 1841 non sono considerati completi e/o sufficientemente affidabili.
| 1841 | 1851 | 1901 | 1951 | 1996 | 2002 | 2006 | 2011 |
| ---- | ---- | ---- | ---- | ---- | ---- | ---- | ---- |
| 89   | 75   | 28   | 21   | 8    | 6    | 6    | 6    |

## Edifici di rilievo

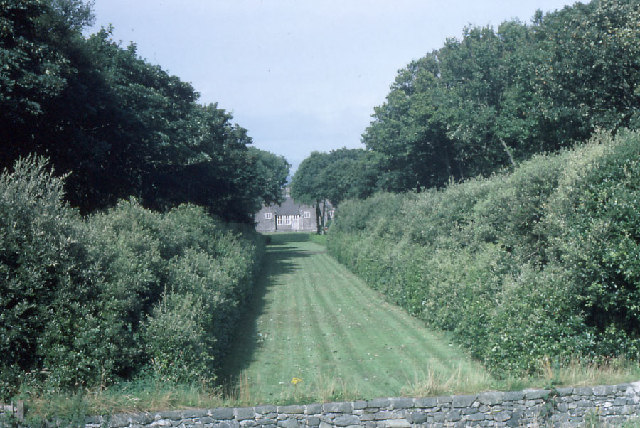
Il giardino del castello di Lambay

- Castello di Lambay: fu ampliato e trasformato in un castello in stile medioevale dall'architetto Edwin Lutyens a partire dai resti di un forte del XVI secolo. La proprietà comprende anche un giardino recintato e l'accesso al mare raccordato al castello tramite terrazzamenti che richiamano le architetture barocche del vecchio porto di Ripetta (Roma).

## Fauna
Lambay ospita una delle più grandi colonie irlandesi di uccelli marini, con più di 50.000 esemplari di uria comune, 5.000 di gabbiano tridattilo, 3.500 di alca torda, 2.500 coppie di gabbiano reale nordico, oltre che popolazioni numericamente minori di pulcinella di mare, berta minore atlantica, fulmaro, oca selvatica e altre specie.
Tra i mammiferi dell'isola, oltre ad una mandria di bovini, è da segnalare la sola colonia di foca grigia presente nella costa orientale irlandese e un popolamento di wallaby dal collo rosso (Macropus rufogriseus) e un branco di circa 200 daini, anch'essi introdotti nell'isola in tempi relativamente recenti. L'isola di Lambay è uno dei migliori luoghi nella contea di Dublino per osservare le focene.